# Al suo barbiere Einstein la raccontava così
Al suo barbiere Einstein la raccontava così: Vita quotidiana e quesiti scientifici (What Einstein Told His Barber. More Scientific Answers to Everyday Questions, 2005) è un libro di divulgazione scientifica di Robert L. Wolke.
Come il saggio precedente Einstein al suo cuoco la raccontava così (What Einstein Told His Cook), il libro raccoglie una serie di spiegazioni scientifiche circa fenomeni osservabili nella vita quotidiana. La prima versione in italiano del libro, è stata pubblicata nel 2001 dalla casa editrice Feltrinelli, con la traduzione di Lorenza Lanza e Patrizia Vicentini.
Gli argomenti sono descritti con un linguaggio ameno e scorrevole, ma con grande rigore scientifico. Il libro fa riferimento a molti concetti scientifici, ma è scritto in maniera abbastanza semplice da comprendere. I capitoli sono intervallati da gustose note applicative (“Provare per credere”), puntigliose smentite dei più frequenti luoghi comuni (“E io ve lo dico lo stesso”), meticolose precisazioni per i più esigenti (“L'angolino del pignolo”).
I paragrafi esordiscono tutti con una domanda che cattura immediatamente l'attenzione del lettore, e a cui viene data successivamente una risposta più che esauriente per la grande maggioranza del pubblico.
Di seguito sono riportati il titolo e le domande più interessanti di ciascun capitolo:
Capitolo 1: Eppur si muove...
•	Come fa un enorme aeroplano a essere sostenuto soltanto dall'aria?
•	Perché le armi da fuoco fanno ruotare i proiettili?
•	A una certa distanza dalla Terra, la gravità si esaurisce? Altrimenti, come mai gli astronauti in orbita sono senza peso?
•	Quanto in alto deve andare un razzo prima di entrare in un'orbita terrestre?
•	Se la Terra ruota, perché l'atmosfera non vola via nello spazio?
Capitolo 2: Guarda un po'!
•	Perché la neve è bianca se l'acqua è trasparente?
•	Come fanno le lampade fluorescenti a produrre tanta luce con così poco calore?
•	Che cos'hanno di speciale le lampade alogene?
•	Perché lo specchio rovescia gli oggetti da destra a sinistra ma non dall'alto in basso?
•	Perché nei film western le ruote della diligenza a volte ruotano all'indietro?
•	Come funzionano quei mulinelli a luce che si vedono girare nei negozi di gadget?
•	Perché l'aria, l'acqua e il vetro sono trasparenti mentre quasi nessun altro materiale lo è?
Capitolo 3: Roba che scotta
•	Se il termostato di casa è regolato sui 20 °C, a che temperatura devo portarlo per avere la casa calda il doppio?
•	Perché c'è un limite sotto il quale la temperatura di un oggetto non può scendere?
•	Per quale motivo le fiamme salgono verso l'alto?
•	Quanto dev'essere alta la tensione per costituire un serio pericolo?
•	Perché gli uccelli non restano fulminati quando si posano sui fili dell'alta tensione?
Capitolo 4: La Terra sotto i nostri piedi
•	Perché la gravità cerca di attrarre ogni cosa verso il centro della Terra e non verso un qualunque altro punto?
•	Perché le cime delle montagne, persino ai tropici, sono coperte di neve tutto l'anno?
•	È più freddo il Polo Nord o il Polo Sud?
•	Se un orso polare si trasferisse all'Equatore, peserebbe di più o di meno?
•	In fondo al pozzo di una miniera peserei meno che in superficie?
•	È vero che l'acqua che viene scaricata da un lavandino gira in senso antiorario nell'emisfero settentrionale e in senso orario nell'emisfero australe?
•	La datazione al carbonio radioattivo può dirci l'età di qualunque cosa?
Capitolo 5: Il cielo sopra di noi
•	Annusando sostanze disgustose ne entrano davvero dei pezzetti nel naso?
•	Cosa succede all'estremità di una frusta da domatore quando viene fatta schioccare?
•	Da che cosa è provocato un bang sonico?
•	Perché le stelle palpitano?
•	Come riesce la Luna a mostrarci sempre la stessa faccia?
•	Perché ci sono due alte maree e due basse maree ogni giorno mentre la Luna è una sola?
•	È vero che nello spazio non fa freddo?
Capitolo 6: Tutto bagnato
•	Perché il mare è blu? È solo un riflesso del cielo?
•	Perché sono salati i mari, ma non lo sono i torrenti, i fiumi e i laghi?
•	Perché la tenda della doccia tende ad appiccicarsi alle gambe?
•	È vero che il vetro è un liquido molto denso e che, dandogli abbastanza tempo, potrebbe scorrere per azione della gravità?
•	Perché l'aria calda può trattenere più umidità di quella fredda?
Capitolo 7: Di tutto un po’
•	Perché la gomma è elastica?
•	È vero che la pressione in una bottiglia di champagne agitata è uguale a quella che aveva prima dell'agitazione?
•	Che rapporto c'è tra l'energia e l'entropia?

## Edizioni
- Robert L. Wolke, Al suo barbiere Einstein la raccontava così. Vita quotidiana e quesiti scientifici., traduzione di Lorenza Panza e Patrizia Vicentini, Universale Economica Feltrinelli, 2001,  pp. 204, cap. 7, ISBN 88-07-84003-0.